# Ely Ould Mohamed Vall
Il colonnello Ely Ould Mohamed Vall (arabo: إعلي ولد محمد فال; Nouakchott, 1953 – Zouérat, 5 maggio 2017) è stato un militare e politico mauritano, diventato presidente della Mauritania in seguito al colpo di Stato militare del 3 agosto 2005.
È stato instaurato al potere da un organismo detto Consiglio Militare per la Giustizia e la Democrazia, che lo ha incaricato di governare il paese durante una fase di transizione, conclusasi con lo svolgimento delle elezioni presidenziali del 2007.